# Saint-Pierre-de-Mons

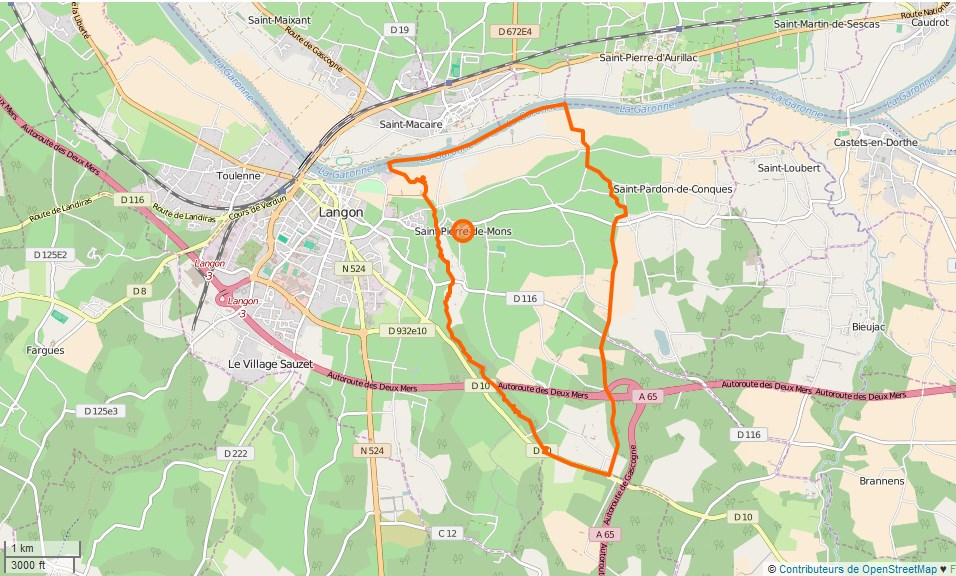
Gemeindegrenzen von Saint-Pierre-de-Mons

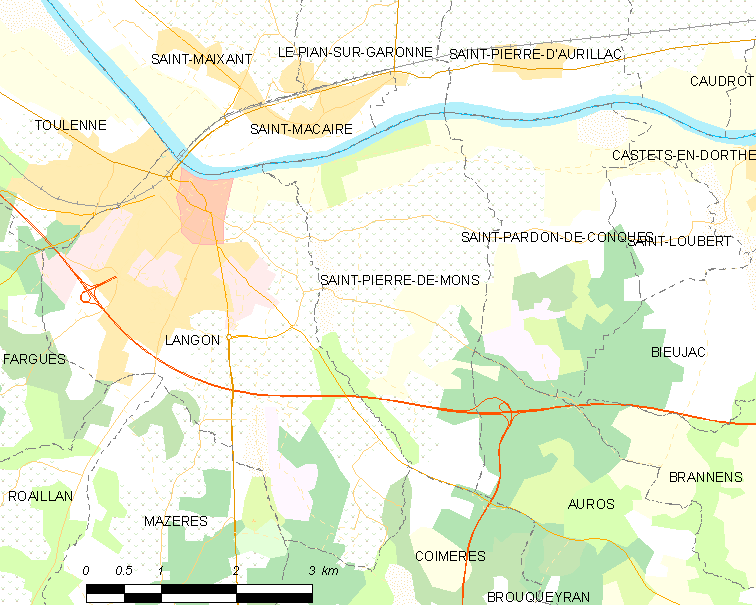
Umgebungskarte

Saint-Pierre-de-Mons ist eine französische Gemeinde mit 1218 Einwohnern (Stand 1. Januar 2022) an der Garonne im Département Gironde der Region Aquitanien.

## Geographie

### Nachbargemeinden
Die Nachbargemeinden sind Le Pian-sur-Garonne im Norden, Saint-Pardon-de-Conques im Westen, Auros im Südwesten, Coimères im Süden, Langon im Westen und Saint-Macaire im Nordwesten.

## Bevölkerungsentwicklung
| Jahr      | 1962 | 1968 | 1975 | 1982 | 1990 | 1999 | 2007 | 2017 |
| --------- | ---- | ---- | ---- | ---- | ---- | ---- | ---- | ---- |
| Einwohner | 606  | 636  | 585  | 712  | 799  | 813  | 1032 | 1198 |

## Sehenswürdigkeiten

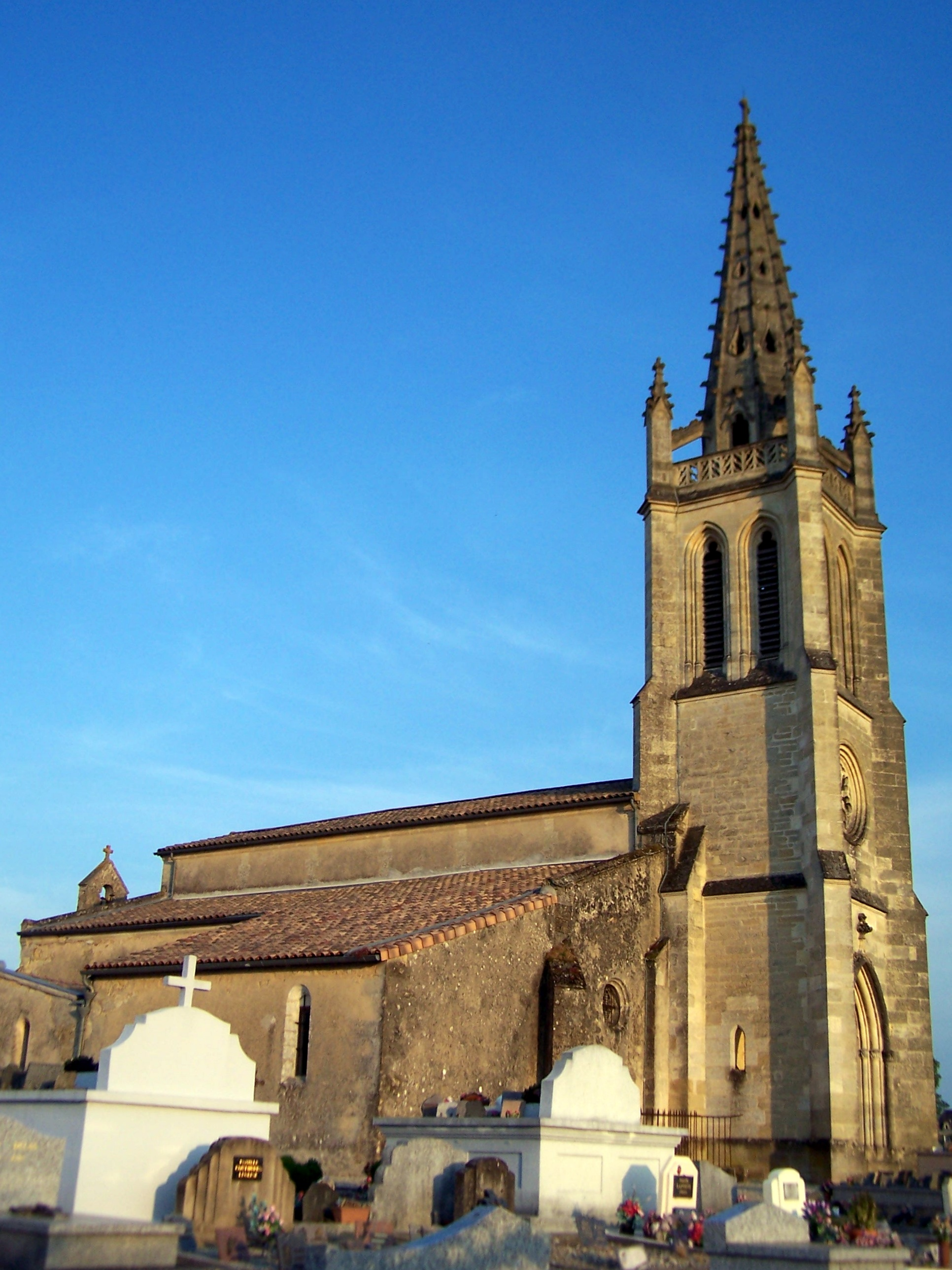
Kirche

- Kirche St-Pierre (siehe auch: Liste der Monuments historiques in Saint-Pierre-de-Mons)

## Weinbau
- Weine vom Weinbaugebiet Graves